# 1. Amateurliga Nordwürttemberg 1977/78
Die 1. Amateurliga Nordwürttemberg 1977/78 war die letzte Saison der 1. Amateurliga, die 1978 durch die Oberliga Baden-Württemberg als neue dritthöchste deutsche Spielklasse unter der 2. Bundesliga eingeführt wurde.
Der SSV Ulm 1846 gewann die letzte Meisterschaft mit sechs Punkten Vorsprung vor dem SV Göppingen und qualifizierte sich damit für die Aufstiegsrunde zur 2. Fußball-Bundesliga, scheiterte hierbei jedoch am südbadischen Vertreter SC Freiburg. Vizemeister SV Göppingen nahm an den deutschen Amateurmeisterschaften teil.
Nach dem verpassten Aufstieg spielte der SSV Ulm 1846 in der Folgesaison erneut drittklassig. Neben Ulm qualifizierten sich die vier auf den folgenden Plätzen abschließenden Vereine SV Göppingen, 1. FC Eislingen, Heidenheimer SB sowie SpVgg 07 Ludwigsburg für die neue Liga.
Die TG Heilbronn, der SC Geislingen, Germania Bietigheim und die SpVgg Aidlingen mussten in die als fünfthöchste Ligastufe neu geschaffene Landesliga Württemberg absteigen.
Die restlichen Mannschaften verblieben in der ab 1978 als viertklassige Verbandsliga Württemberg weitergeführten Spielklasse.

## Abschlusstabelle
| Pl. | Verein                 | Sp. | Tore  | Punkte |
| --- | ---------------------- | --- | ----- | ------ |
| 01. | SSV Ulm 1846 (M)       | 30  | 60:21 | 47:13  |
| 02. | SV Göppingen           | 30  | 49:29 | 41:19  |
| 03. | 1. FC Eislingen        | 30  | 78:43 | 39:21  |
| 04. | Heidenheimer SB        | 30  | 69:49 | 37:23  |
| 05. | SpVgg 07 Ludwigsburg   | 30  | 50:36 | 37:23  |
| 06. | VfB Stuttgart Amateure | 30  | 53:39 | 36:24  |
| 07. | VfR Heilbronn          | 30  | 59:50 | 34:26  |
| 08. | Union Böckingen        | 30  | 43:42 | 32:28  |
| 09. | TSG Giengen            | 30  | 30:38 | 28:32  |
| 10. | VfL Schorndorf         | 30  | 39:51 | 27:33  |
| 11. | FV Zuffenhausen        | 30  | 52:52 | 26:34  |
| 12. | SpVgg Renningen        | 30  | 44:59 | 23:37  |
| 13. | TG Heilbronn (N)       | 30  | 53:59 | 20:40  |
| 14. | SC Geislingen (N)      | 30  | 39:56 | 20:40  |
| 15. | Germania Bietigheim    | 30  | 41:78 | 17:43  |
| 16. | SpVgg Aidlingen (N)    | 30  | 38:86 | 16:44  |

| (M) | 1. Amateurligameister Nordwürttemberg 1976/77                      |
| (N) | Aufsteiger aus den 2. Amateurligen aus den 2. Amateurligen 1976/77 |